# Бали-бегова џамија у Нишу
Бали-бегова џамија у Нишу позната и као Реис-ефендијина и Бурмали-џамија.  једна је од две прeостале џамије у овом граду и једна од од десет саграђених у Тврђави, у периоду Османлијског царстава. Смештена у централном делу тврђаве, грађена је 1521—1523. године, као задужбина Бали-бега Малкочевића.
Након обнова и ревитализација 1972. и 1976—1977. године, грађевина је 1977. године добила новог власника Галерију савремене ликовне уметности Ниш, која је Бали-бегову џамију претворила у изложбени простор, под називом „Салон 77“.

## Статус и категорија заштите
Због свог историјског и археолошког значаја Бали-бегова џамија у Нишкој тврђави проглашена је, 23. децембра 1982. године, за „Културно добро од великог значаја“ и под бројем СК 289 уведено је у централни регистар споменика културе у Републици Србији. Као основ за упис у регистар послужило је решење Завода за заштиту и научно проучавање споменика културе НРС бр.671/48 од 6. маја 1948. године.
Надлежни завод који води локални регистар и бригу о овом археолошком локалитету је: Завод за заштиту споменика културе Ниш. Овај завод је и извршио конзерваторске радове на џамији, током 1972. и од 1976. до 1978. године.

## Историјат
Поред бројних друштвено-политичких промена које је у Ниш донела Османска царевина, тековине османске владавине, најочигледније су биле у трансформацијама које су се десиле у архитектури. Процес оријентализације средњовековног хришћанског града Ниша, насељеног претежно словенским становништвом, током скоро 500 година, у оријенталном муслиманском граду какав је био Ниш у том периоду текао је неједнаким интензитетом и са различитим учинком. Носиоци оријентализације на читавом новоосвојеном простору укључујући и Ниш, били су задужбинари, који су у првом реду подизали верске грађевине (џамије) и пратеће објекте.
У ондашњем Нишу, као значајном стратешком и управном центру Царевине, током османског периода, подигнуте су бројне џамије. Оне су биле носилац урбаног развитка, што је забележено у османским пописним књигама, као и у бројним записима путописаца који су пролазили кроз град на Нишави. Према сажети дефтеру из 1521–1523. године који наводи податке о месџиду (богомољи)  Једрењанина Балије у Нишкој тврђави, који је саграђен након 1516. године. Око овог месџида формирана је истоимена махала у унутрашњости утврђења. На аустријским плановима Ниша из 1689–1690. године ова џамија уцртана је са минаретом.
Тако је настала и Бали-бегова џамија у Нишу, као једна од тринаест колико их је у том периоду било у исто толико турских махала у Нишу, и једина је сачувана од десет укупно изграђених у Тврђави, до његовог ослобођења од Османлија 1878. године. Она је данас једна од три последње џамије које се могу видети у Нишу.
Нешто касније поред ње је 1868. године отворена библиотека, прва у Нишу. Данас се могу видети њени остаци.
Иако је ова џамија једна од двеју очуваних нишких џамија из османског периода, не користи се у верске сврхе, већ служи као изложбени простор, односно галерија под називом Павиљон 77 (Салон 77). До Првог светског рата у близини џамије се налазила и срушена сахат-кула.
Данас се у џамији приређују мултимедијалне поставке мањег обима — самосталне изложбе млађих уметника, тематске или изложбе дела из појединих циклуса старијих уметника, али и камерни концерти.

## Положај и изглед објеката
Објекат џамије позициониран је у централном делу Тврђаве, уз саму главну комуникацију, са њене леве стране, на почетку успона, недалеко од Београдске капије, која води од Стамбол капије у смеру север-југ, и једним делом на темељима старе античке улице.
Бали-бегова џамија у Нишу, која је у архитектонском погледу, грађевина складних пропорција и технике зидања, представља јединствени споменик муслиманске архитектуре у Србији. Ова османске џамије, по свом изгледу несумњиво припада, као и све нишке џамије, типу џамије који се развио из селџучке џамије, који је у османском царству био под снажним утицајем византијских архитектонских образаца. Селџучке џамије у Нишу у почетку су биле једноставне грађевина у основи квадратног облика, малих димензија, покривена једном куполом. еменом, и нарочито развијеним специфичним изгледом збијеног минарета у облику крње купе. Касније је у изградњи џамија, коришћена декоративна керамика и мермер. На тај начин се селџучки месџид постепено претварао у османску џамију, којој припада и Бали-бегова џамија у Нишу.
Изглед објекта
Објекат Џамије је квадратне основе, површине од 64 м², са засведеном полукалотом, и централно постављеним михрабом, окренутим према Меки. Висина темена куполе је 11,95 m. Зидана је од притесаног камена и уоквирена опеком. Унутрашњост осветљава 16 прозора.
Са спољашње стране, на северозападном зиду џамије, налази се двокуполни трем са четири лука и три стуба. Десно од улаза налазио се минарет, који је порушен после ослобођења од Османлија, и никада више није обнављан. Уз северни зид џамије делимично су видљиви археолошки остаци Мидхад-пашине библиотеке и минарета.